# Dawn Frenchová
Dawn Roma Frenchová (* 11. října 1957, Holyhead, Wales) je britská herečka a komička. Je známá především díky komediálnímu seriálu French & Saunders, v němž spolupracovala s Jennifer Saundersovou.

## Kariéra
Frenchová začala svou kariéru jako členka skupiny The Comic Strip. Tato skupina komiků byla součástí alternativní komediální scény v Anglii na počátku 80. let. V této době se také seznámila se svým budoucím manželem Lennym Henrym, za kterého byla provdána až do roku 2010 a adoptovala s ním dceru. Během studií na londýnské Central School of Speech and Drama se seznámila se svou budoucí partnerkou Jennifer Saundersovou. V roce 1987 spolu začali natáčet britský komediální seriál French & Saunders.
Frenchová se již léta podílí na charitativním projektu Comic Relief, z něhož mimo jiné vzešel „Red Nose Day“. Společně s Jennifer Saundersovou přispívá téměř každý rok novými skeči do anglických pořadů. V této souvislosti se také podílela na různých hudebních projektech, včetně benefiční verze hitu Beatles „Help!“, kterou French & Saunders nazpívali jako Lananeeneenoonoo společně s popovou skupinou Bananarama.
Frenchová je také úspěšnou divadelní herečkou a občas se objevuje ve filmech. Hrála například „Tlustou dámu“ ve filmu Harry Potter a vězeň z Azkabanu. Je známá také jako dabérka ve filmech jako Daleká cesta za domovem. V roce 2005 jsme její hlas mohli slyšet v původní verzi filmu Letopisy Narnie: Lev, čarodějnice a skříň jako paní Bobrovou.
V letech 1994–2007 hrála hlavní roli v britském sitcomu The Vicar of Dibley. V roce 2008 ztvárnila vévodkyni z Crackentorpu v opeře Gaetana Donizettiho Dcera pluku v Royal Opera House.

## Filmografie (výběr)

### Film
- 1996: Pinocchiova dobrodružství
- 1997: Ostrov pokladů
- 1999: David Copperfield
- 2001: We Know Where You Live
- 2004: Harry Potter a vězeň z Azkabanu
- 2005: Letopisy Narnie: Lev, čarodějnice a skříň
- 2006: Láska a jiné pohromy
- 2009: Koralína a svět za tajnými dveřmi
- 2010: Hurá do Afriky!
- 2010: Harry Potter a zakázaná cesta
- 2020: Roald & Beatrix: The Tail of the Curious Mouse
- 2022: Smrt na Nilu

### Televize
- 1987–2005: French & Saunders
- 1992: Naprosto dokonalé
- 1994–2007: The Vicar of Dibley
- 2006: Slečna Marplová
- 2008–2011: Z Lark Rise do Candlefordu
- 2013–2014: Nesprávní chlápci
- 2013: Heading Out

## Ocenění
- 2002: Rose d’Or
- 2007: Rose d’Or v kategorii Komedie, společně s Richardem Curtisem za komedii The Vicar of Dibley
- 2009: Ehrenpreis Britské akademie filmového a televizního umění (BAFTA), společně s Jennifer Saundersovou